# Aeroportul Labo
Aeroportul Labo (IATA: OZC, ICAO: RPMO) este un aeroport din Ozamiz, Misamis Occidental⁠(d), Northern Mindanao⁠(d), Filipine ce deservește zona Ozamiz. Aeroportul a fost tranzitat în 2022 de 251.333 de pasageri.
Situat la o altitudine de 13 m, aeroportul dispune de o singură pistă. Este operat de Civil Aviation Authority of the Philippines⁠(d).